# ジャマイカ・セイ・ユー・ウィル
「ジャマイカ・セイ・ユー・ウィル」（Jamaica Say You Will）は、ジャクソン・ブラウンが作詞作曲した楽曲。

## 概要
最初に世に出たのはバーズのバージョンである。1971年6月に発表された10枚目のアルバム『Byrdmaniax』に収録され、クラレンス・ホワイトがリード・ボーカルをとった。
その後、ブラウンのファースト・アルバム『Jackson Browne』が1972年に発表され、本作品はその1曲目に収録された。演奏者は次のとおり。ジャクソン・ブラウン（ボーカル、ピアノ）、リーランド・スカラー（ベース）、ラス・カンケル（ドラムズ）、クラレンス・ホワイト（アコースティック・ギター）、デヴィッド・クロスビー（バッキング・ボーカル）。
ブラウンはインタビューで次のように語っている。
『ローリング・ストーン』1972年3月2日号がブラウンのファースト・アルバムを取り上げた際、ライターのバド・スコッパは「ジャマイカ・セイ・ユー・ウィル」を「この上なく美しいラブ・ソング」と称え、この曲に対し異例とも言える長文のレビューを載せた。

## その他のバージョン
- ニッティー・グリッティー・ダート・バンド - 1972年のアルバム『All the Good Times』に収録。
- トム・ラッシュ - 1972年のアルバム『Merrimack County』に収録。
- ジョー・コッカー - 1975年のアルバム『Jamaica Say You Will』に収録。
- ザ・セルダム・シーン - 1983年のアルバム『At the Scene』に収録。
- ロジャー・マッギン - 1973年のアルバム『Roger McGuinn』の2004年再発盤にボーナストラックとして収録。
- バーズ - 2008年に発表されたライブ・アルバム『Live at Royal Albert Hall 1971』に収録。
- ベン・ハーパー - 2014年のトリビュート・アルバム『Looking Into You: A Tribute to Jackson Browne』に収録。